# Бадранков, Анатолий Степанович
Анатолий Степанович Бадранков (1941—1998) — советский легкоатлет, специализировавшийся в беге на длинные дистанции, участник Олимпиады-1972 в Мюнхене.

## Биография
Окончил Семипалатинский автомеханический техникум и осенью 1962 года был призван на службу, которую проходил на заставе Бахты Восточного пограничного округа. В это время он включается в сборную Казахской ССР, которую тренирует Е. С. Кадяйкин.
Становится неоднократным чемпионом Казахстана в беге на 3000 м с препятствиями, также устанавливает рекорд республики в этом виде.
В 1965—1969 годах учится в Казахском государственном институте физической культуры.
В 1968 году устанавливает новый рекорд республики в беге на 3000 м с препятствиями 8.36,0. Этот рекорд продержится 19 лет.
В 1969 году возвращается на сверхсрочную службу в пограничные войска, служит в них в должности старшего техника, помощника начальника штаба авиационного полка по аэрофотослужбе и (по совместительству) помощника командира полка по физподготовке личного состава.
Неоднократно становится призёром чемпионатов СССР в кроссе.
В 1972 году участвует в Олимпиаде.
В 1981 году А. С. Бадранков завершает выступления в большом спорте и в течение 15 лет продолжает службу в пограничном авиационном полку.
Участвует в боевых действиях в Афганистане, награждается тремя военными медалями, в том числе главной боевой — «За отвагу». В августе 1996 года в возрасте 55 лет увольняется на пенсию.
Скончался 30 мая 1998 года после удаления злокачественной опухоли горла.
ЦСКА Республики Казахстан ежегодно, начиная с 1999 года, проводит в г. Алма-Ате мемориал памяти Анатолия Бадранкова с участием в нём бегунов Казахстана, России, Узбекистана, Кыргызстана, Монголии.
В активе А. С. Бадранкова девять рекордов Казахской ССР, из которых два — действующие.